# OutInChurch
#OutInChurch – Für eine Kirche ohne Angst (auch kurz Out in Church; englisch für „Coming-out in der Kirche“; mit Hashtag #) ist der Name einer Initiative und eines Manifests von queeren Menschen, die beruflich oder ehrenamtlich in der katholischen Kirche in Deutschland tätig sind. Am 24. Januar 2022 erklärten 125 Personen ihr gemeinsames Coming-out als lesbisch, schwul, bisexuell, transgender, intergeschlechtlich oder nichtbinär, um so „zur Erneuerung der Glaubwürdigkeit und Menschenfreundlichkeit der katholischen Kirche“ beizutragen. Gleichzeitig wurde eine Fernsehdokumentation sowie eine Online-Petition mit Forderungen zum deutschen Arbeitsrecht der katholischen Kirche veröffentlicht. Initiatoren von #OutInChurch sind Jens Ehebrecht-Zumsande und Bernd Mönkebüscher.

## Inhalt des Manifests
Die beiden Initiatoren, Jens Ehebrecht-Zumsande (Gemeindereferent in Hamburg) und Bernd Mönkebüscher (Pfarrer in Hamm), organisierten im Februar 2021 eine erste Videokonferenz mit 90 Betroffenen, die ehrenamtlich oder angestellt für die katholische Kirche arbeiten. Inspiriert wurde die Initiative durch die damalige Aktion #ActOut von schauspielerisch Tätigen. In den Folgemonaten wurde die Kampagne #OutInChurch entwickelt und die ARD erstellte eine Dokumentation zum gemeinsamen Coming-out, ausgestrahlt am 24. Januar 2022 im Ersten. Gleichzeitig veröffentlichte die Initiative ein ausführliches Manifest in 14 Sprachen im Internet und startete dazu eine Online-Petition. Den Text des Manifests haben 125 Personen sowie 35 katholische Verbände und Initiativen erstunterzeichnet, darunter das Zentralkomitee der deutschen Katholiken (ZdK); bis Mitte Februar schlossen sich mehr als 70 Organisationen an.
Das Manifest #OutInChurch – Für eine Kirche ohne Angst beginnt mit einer Selbstdarstellung:

„Wir, das sind hauptamtliche, ehrenamtliche, potentielle und ehemalige Mitarbeiter*innen der römisch-katholischen Kirche. Wir arbeiten und engagieren uns unter anderem in der schulischen und universitären Bildung, in der Katechese und Erziehung, in der Pflege und Behandlung, in der Verwaltung und Organisation, in der sozialen und caritativen Arbeit, als Kirchenmusiker*innen, in der Kirchenleitung und in der Seelsorge.

Wir identifizieren uns unter anderem als lesbisch, schwul, bi, trans*, inter, queer und non-binär. […] Wir alle waren schon immer Teil der Kirche und gestalten und prägen sie heute mit.

Die meisten von uns haben mannigfach Erfahrungen mit Diskriminierung und Ausgrenzung gemacht – auch in der Kirche.“

Das Manifest nennt einige homophobe Zitate aus offiziellen Kirchendokumenten – Betroffene würden ihr „Menschsein verfehlen“ – und bezieht Stellung:

„Wir fordern eine Korrektur menschenfeindlicher lehramtlicher Aussagen – auch in Anbetracht weltweiter kirchlicher Verantwortung für die Menschenrechte von LGBTIQ+ Personen. Und wir fordern eine Änderung des diskriminierenden kirchlichen Arbeitsrechts einschließlich aller herabwürdigenden und ausgrenzenden Formulierungen in der Grundordnung des kirchlichen Dienstes.“

Bezug genommen wird auf die katholische Grundordnung des kirchlichen Dienstes in Deutschland, die sexuelle Loyalitätsverstöße benennt und den allgemeinen Kündigungsschutz von Betroffenen einschränkt (siehe Kirchenklausel). Die Grundordnung ist arbeitsrechtliche Basis für rund 90.000 Beschäftigte der katholischen Kirche und 700.000 bei deren Wohlfahrtsverband Caritas (insgesamt arbeiten in Deutschland rund 1,3 Mio. Personen für Kirchen und ihre Einrichtungen). Das Manifest stellt dazu fest:

„Bisher können viele von uns in ihrem kirchlichen Beruf oder Umfeld mit ihrer geschlechtlichen Identität und/oder mit ihrer sexuellen Orientierung nicht offen umgehen. Es drohen arbeitsrechtliche Konsequenzen bis hin zur Zerstörung der beruflichen Existenz. […] Damit ist ein System des Verschweigens, der Doppelmoral und der Unaufrichtigkeit etabliert worden.“

Zwei Kernforderungen der Initiative lauten:

„Die sexuelle Orientierung oder geschlechtliche Identität sowie das Bekenntnis hierzu wie auch das Eingehen einer nicht-heterosexuellen Beziehung oder Ehe dürfen niemals als Loyalitätsverstoß gelten und folglich Einstellungshindernis oder Kündigungsgrund sein. LGBTIQ+ Personen müssen freien Zugang zu allen pastoralen Berufen erhalten.

Weiter muss die Kirche in ihren Riten und Feiern zum Ausdruck bringen, dass LGBTIQ+ Personen, ob alleine oder in Beziehung lebend, von Gott gesegnet sind und dass ihre Liebe vielfältige Früchte trägt. Hierzu zählt mindestens auch die Segnung gleichgeschlechtlicher Paare, die um einen solchen Segen bitten.“

Als Grundlage der Veröffentlichung wird Solidarität genannt:

„Wir tun dies für uns und wir tun dies in Solidarität mit anderen LGBTIQ+ Personen in der römisch-katholischen Kirche, die dafür (noch) nicht, oder nicht mehr die Kraft haben. […]

Wir tun dies aber auch für die Kirche. Denn wir sind davon überzeugt, dass nur ein Handeln in Wahrhaftigkeit und Ehrlichkeit dem gerecht wird, wofür die Kirche da sein soll: die Verkündigung der frohen und befreienden Botschaft Jesu. Eine Kirche, die in ihrem Kern die Diskriminierung und die Exklusion von sexuellen und geschlechtlichen Minderheiten trägt, muss sich fragen lassen, ob sie sich damit auf Jesus Christus berufen kann.“

Das Manifest endet mit einem Appell an die Kirchenleitungen:

„Mit diesem Manifest treten wir ein für ein freies und von Anerkennung der Würde aller getragenes Zusammenleben und Zusammenarbeiten in unserer Kirche. Wir laden darum alle, insbesondere die Verantwortlichen und Kirchenleitungen dazu ein, dieses Manifest zu unterstützen.“

Mitinitiator Mönkebüscher, der 2021 bundesweite Segnungsgottesdienste für homosexuelle Paare mit initiiert hatte, erklärte am Tag der Veröffentlichung: „Hinter jedem der Menschen verbirgt sich eine unglaubliche Leidensgeschichte, weil sie gegen Widerstand lernen mussten und müssen, sich so anzunehmen, wie sie sind.“ Die katholische Kirche müsse ihre Sexualmoral ändern: „Die Kirche ist leider groß darin, Dinge wegzuschweigen und auszusitzen, aber ich erhoffe mir, dass das durch unsere Aktion nicht mehr geht.“ Zu den Forderungen gab er an, dass langfristig das geltende Arbeitsrecht geändert werden solle: „Ich weiß nicht, wie schnell das geht, aber man kann es ja durchaus erstmal aussetzen. […] Ein politisches Wort ist beschleunigend, dass Kirche sich aufmacht. Und ich glaube, es braucht diese Beschleuniger und letztlich auch die Hilfe von außen.“
Mitinitiator Ehebrecht-Zumsande erklärte Mitte Februar: „Nach der Veröffentlichung sind wir noch viel mehr geworden. #OutInChurch besteht mittlerweile aus etwa 250 Leuten.“ Er bedankte sich auch für politisches Entgegenkommen: „Wir führen Hintergrundgespräche mit der Politik. Die Ampelkoalition reagiert ganz anders, als es die Regierung unter Führung der CDU getan hat. Sie haben uns ihre Unterstützung angeboten“ (siehe unten zum Queer-Beauftragten).

## Hintergrund: Loyalitätspflicht im katholischen Arbeitsrecht
Die römisch-katholische Kirche regelt in Deutschland ihr eigenes Arbeitsrecht in der Grundordnung des kirchlichen Dienstes im Rahmen kirchlicher Arbeitsverhältnisse, die Teil der rund 790.000 kirchlichen Arbeitsverträge ist (davon 700.000 bei der Caritas, Stand Juni 2022). Diese Grundordnung behandelt auch so genannte „Loyalitätsobliegenheiten“ (Artikel 4 und 5). So wird unter Bezugnahme auf die katholische Sexualmoral die Praktizierung nicht-heterosexueller Orientierungen als „Loyalitätsverstoß“ gegen den kirchlichen Arbeitgeber definiert. Vor der Neufassung im Jahr 2015 konnte dies zur Kündigung von Mitarbeitenden im kirchlichen Dienst führen, die offen homosexuell lebten oder eine Lebenspartnerschaft eingingen. Auch nach der Reform drohte in Fällen, in denen eine „erhöhte Loyalitätsverpflichtung“ erwartet wird, die Kündigung, etwa bei Mitarbeitern, die pastoral, katechetisch, aufgrund einer kirchlichen Beauftragung oder einer besonderen „bischöflichen Beauftragung“ tätig sind.
Das Verständnis, für welchen Personenkreis besondere Loyalitätsverpflichtungen bestehen, ist nicht einheitlich. Homosexuelle Männer, die Priester werden möchten, unterliegen einem „Weiheverbot“. Für Mitarbeitende in katholischen Einrichtungen mit besonderer Loyalitätspflicht galt bis 2022, dass sie zur Vermeidung einer Kündigung die Regeln der katholischen Glaubens- und Sittenlehre nicht nur im Beruf, sondern auch im Privatleben beachten müssen. Das in Deutschland geltende AGG (Allgemeines Gleichbehandlungsgesetz) wirkt in kirchlichen Arbeitsverhältnissen nur eingeschränkt (siehe auch Dienstherrenfähigkeit der Kirche).

## Online-Petition
Ebenfalls am 24. Januar 2022 startete die #OutInChurch-Initiative eine Online-Petition auf der Plattform Change.org mit sieben Forderungen, die das Manifest kurz zusammenfassen. Die Petition richtet sich an Bischof Georg Bätzing, den Vorsitzenden der Deutschen Bischofskonferenz (DBK). Innerhalb von drei Tagen kamen 60.000 Unterschriften zusammen, 110.000 bis Mitte Februar.
 Mitte Februar zog #OutInChurch auf der Petitionsseite eine Zwischenbilanz und vermerkte zu den Selbstverpflichtungen mehrerer Bistümer gegenüber homosexuellen Mitarbeitenden: „Das ist ein wichtiger Meilenstein und ein gutes ‚Zwischenergebnis‘. Aber: in den meisten Verlautbarungen wird die Situation von Trans*Personen / nichtbinären Personen gar nicht erwähnt. Hier ist die Unsicherheit nach wie vor groß, denn die rechtliche Situation ist noch viel prekärer. […] Als #OutInChurch-Gruppe stehen wir solidarisch beieinander – wir lassen uns da nicht auseinander dividieren.“
Am 9. März 2022 übergaben Vertreter von #OutInChurch auf der Frühjahrsversammlung der Bischofskonferenz 117.600 Unterschriften an Bischof Bätzing, der Tage zuvor Änderungen am kirchlichen Arbeitsrecht angekündigt hatte: „Wir gehen auf eine Veränderung der Grundordnung hin.“ Rainer Teuber von der Initiative erklärte zur Übergabe: „Es war in dem Gespräch schon zu spüren, dass die verstanden haben, dass der Laden implodiert, wenn nichts passiert“. Er machte deutlich, dass die Forderungen von #OutInChurch weiterreichend seien: „Die Änderung des Arbeitsrechts für gleichgeschlechtlich liebende Personen allein reicht uns nicht.“ Auf dem bischöflichen „Krisengipfel“ berieten die 69 Mitglieder der Vollversammlung den Synodalen Weg der katholischen Kirche in Deutschland.
 Frankfurter Erklärung – Für eine synodale Kirche
Reformen in Bezug auf Geschlechtergerechtigkeit und die Anerkennung von Vielfalt fordert auch die Petition Frankfurter Erklärung – Für eine synodale Kirche, die am 10. Februar 2022 von einigen prominenten Katholikinnen und Katholiken gestartet wurde und sich gegen Diskriminierungen und Machtmissbrauch richtet: „Wir setzen uns für Geschlechtergerechtigkeit in der Kirche ein und verwirklichen sie konsequent. Wir widersetzen uns jeder Diskriminierung in der Kirche und geben allen Menschen in ihrer Vielfalt und Einzigartigkeit Raum. […] Wir lassen uns an dieser Selbstverpflichtung messen.“ Unter anderen schloss sich das Präsidium des Synodalen Wegs (darunter DBK-Vorsitzender Bätzing und ZdK-Präsidentin Irme Stetter-Karp) dieser Erklärung an; in den ersten zwei Tagen kamen mehr als 8.000 Unterschriften zusammen.

## Dokumentarfilm
Den Rahmen des gemeinsamen Coming-outs bildete die einstündige ARD-Dokumentation Wie Gott uns schuf – Coming out in der katholischen Kirche von Hajo Seppelt, Katharina Kühn, Marc Rosenthal und Peter Wozny, 2022 produziert von EyeOpening für rbb, SWR und NDR. Die Produktionszeit betrug insgesamt zwei Jahre, zu Wort kommen „hundert Gläubige im Dienst der katholischen Kirche“: Priester, Ordensleute, Gemeindereferentinnen, Bistums-Mitarbeitende, Religionslehrende, Erzieherinnen, Sozialarbeiter und andere. Der Investigativjournalist Hajo Seppelt hatte bereits 2013 versucht, homosexuelle Mitarbeitende der katholischen Kirche vor die Kamera zu holen; damals waren viele aus Angst vor Repressionen noch nicht bereit dazu.
Am 24. Januar 2022 entschied die ARD kurzfristig, die Ausstrahlung  im Ersten von 23 auf 20.30 Uhr vorzuziehen; angekündigt wurde sie als „das größte Coming-out in der Geschichte der katholischen Kirche“. Das 60-minütige Video ist bis zum 24. Januar 2027 in der ARD Mediathek verfügbar, zusammen mit weiteren Interviews.
Bis Ende März 2022 war Wie Gott uns schuf die meistabgerufene Dokumentation in der ARD-Mediathek (550.000 Abrufe), vor Nazijäger – Reise in die Finsternis (460.000) und F@ck this Job – Abenteuer im russischen Journalismus (440.000). Das Autorenteam des Films wurde 2022 mit dem Katholischen Medienpreis in der Kategorie Fernsehen ausgezeichnet.
Am 11. Juni 2023 zeigte der MDR die 30-minütige Dokumentation Wie Gott uns schuf – nach dem Coming-Out, die die Geschichten der kirchlichen Angestellten nachverfolgt. Für einige von ihnen hat sich seit der Ausstrahlung der ersten Dokumentation ihre berufliche Situation verbessert, andere kämpfen noch immer um Anerkennung.

## Rezeption

### Reaktionen innerhalb der katholischen Kirche
Die Deutsche Bischofskonferenz (DBK) begrüßte die Aktion #OutInChurch am Tag der Veröffentlichung. DBK-Sprecher Bischof Helmut Dieser (Aachen) erklärte dazu, die Initiative sei ein Zeichen dafür, dass daran gearbeitet werde, ein Klima der Angstfreiheit in der Kirche entstehen zu lassen. „Niemand darf wegen seiner sexuellen Orientierung oder seiner geschlechtlichen Identität diskriminiert oder abgewertet oder kriminalisiert werden.“ Im Rahmen der Reformdebatte des Synodalen Weges lerne er, „dass eben die sexuelle Orientierung und die geschlechtliche Identität Teil der Person ist. Und wir haben ein Menschenbild, das uns sagt, dass die Person unbedingt von Gott geliebt ist.“
Die Ökumenische Arbeitsgruppe Homosexuelle und Kirche (HuK) befürchtete, dass Mitglieder der Initiative arbeitsrechtliche Konsequenzen erleiden könnten. Es klaffe eine große Kluft zwischen den Texten des kirchlichen Arbeitsrechts und der Praxis in vielen Diözesen, die zu einem Zustand der Rechtsunsicherheit geführt habe. Vorstandsmitglied Thomas Pöschl erklärte zu der Aktion: „Dies ist ein Freudentag für die Kirche. Wir beglückwünschen alle zu diesem mutigen Schritt.“ Der „starke Impuls“ trage hoffentlich dazu bei, dass sich die Haltung der katholischen Kirche gegenüber LGBT-Personen ändere. In Deutschland gibt es rund zehn katholische Queer-Kirchengemeinden.
Mehrere der 27 deutschen Bischöfe äußerten sich in der Folge zustimmend zu der Fernsehdokumentation und den Forderungen von #OutInChurch:
- Hamburgs Erzbischof Stefan Heße: „Ich habe Respekt vor den Menschen, die sich in dieser Aktion zu ihrer sexuellen Orientierung bekennen […] Eine Kirche, in der man sich wegen seiner sexuellen Orientierung verstecken muss, kann nach meinem Dafürhalten nicht im Sinne Jesu sein.“[41]
- Osnabrücks Bischof Franz-Josef Bode – stellvertretender Vorsitzender der Bischofskonferenz – erklärte, die Debatte über das kirchliche Arbeitsrecht sei „längst überfällig“. Die Botschaft seiner Kirche sei „Gottes vorbehaltlose Liebe für alle Menschen – in ihrer Vielfalt und Einzigartigkeit“.[42]
- Der Bischof von Dresden-Meißen, Heinrich Timmerevers, schrieb auf Twitter über die Aktion: „Für jedes der beeindruckenden Zeugnisse bin ich sehr dankbar. Wir alle sind Geschöpfe Gottes. Und die Kirche muss jedem Menschen Heimat bieten. Dafür will ich mich einsetzen.“[39]
- Der Mainzer Bischof Peter Kohlgraf äußerte Verständnis für die Initiative: „Alles, was nach Doppelmoral und Heimlichtuerei riecht, darf in der Kirche keinen Platz haben […] Trotz vieler kränkender Erfahrungen suchen Menschen, die so empfinden und leben, in der Kirche Heimat und sie engagieren sich.“ Kohlgraf versprach: „Wir bleiben dran“.[43]
- Münsters Bischof Felix Genn veröffentlichte eine Stellungnahme: „Ich habe großen Respekt vor den kirchlichen Mitarbeiterinnen und Mitarbeitern, die sich in der Kampagne #OutinChurch als queer geoutet haben. Die bewegenden Aussagen und Lebensschicksale machen deutlich, dass wir in der katholischen Kirche ein Klima der Angstfreiheit brauchen. […] Viele homosexuelle Menschen wurden über Jahre und Jahrzehnte durch Äußerungen der Kirche verletzt. Das darf heute und in Zukunft nicht mehr so sein.“[44]
- Magdeburgs Bischof Gerhard Feige begrüßte die Initiative und erklärte: „Im Bistum Magdeburg müssen Mitarbeitende, die sich offen zu ihrer Homosexualität bekennen, keine arbeitsrechtlichen Konsequenzen fürchten. […] Es darf nicht sein, dass jemand wegen seiner sexuellen Orientierung oder seiner geschlechtlichen Identität diskriminiert oder herabgesetzt wird.“[45]
- Essens Weihbischof Ludger Schepers – Beauftragter der Bischofskonferenz für Queer-Pastoral – forderte einen Kulturwandel. „Alle Zeugnisse haben mich sehr betroffen, aber auch zornig gemacht, wie lieblos in der Kirche mit ihnen umgegangen worden ist.“ Er schließe sich den Worten von Hamburgs Bischof Heße an.[46]
- Berlins Erzbischof Heiner Koch bestätigte den großen Reformbedarf in der katholischen Kirche, der Umgang mit Homosexualität sei „eines der großen Probleme“. Er verstehe #OutInChurch als „dringenden Anstoß, den ich ausdrücklich unterstütze, die Grundordnung, das kirchliche Arbeitsrecht, zu evaluieren.“[47]
- Freiburgs Erzbischof Stephan Burger erklärte zu der Aktion, das Coming-out der Betroffenen und das Erzählen ihrer „Lebens- und auch Leidensgeschichte in der Kirche“ verdiene Respekt: „Wir müssen immer wieder schauen, wie sich Gesellschaft verändert und wie sich das in unserem Arbeitsrecht abbildet, ohne natürlich unser Profil aufzugeben.“[48]
- Würzburgs Bischof Franz Jung gab in Form einer Selbstverpflichtungserklärung eine Garantie ab, keine arbeits- oder disziplinarrechtlichen Maßnahmen zu ergreifen, „wenn Tatsachen bekannt werden, die die persönliche Lebensführung hinsichtlich Partnerschaften, der sexuellen Orientierung oder der geschlechtlichen Identität Einzelner“ betreffen.[49]
- Der emeritierte Münsteraner Weihbischof Dieter Geerlings sagte Mitte Februar, bei der Aktion habe ihn „sehr bewegt, wie sich diese Personen – auch aus unserem Bistum – ‚in das Feuer kirchlicher Diskriminierung‘ gestellt haben.“ Durch den Kontakt mit der Queer-Gemeinde habe er vieles gelernt und finde, alle Regeln, die die homosexuellen Orientierungen und Lebensformen diskriminierend bewerten, müssten aus dem kirchlichen Arbeitsrecht gestrichen werden. Die Verweigerung eines gewünschten Segens sei ein Fluch; dazu zitierte er die Theologin Hildegund Keul: „Bei der Homophobie stehen Menschenrechte auf dem Spiel. Eine radikale Umkehr ist notwendig, damit aus dem Fluch endlich ein Segen wird.“[50]
- Essens Ruhrbischof Franz-Josef Overbeck bekräftigte zusammen mit seinem Stellvertreter Klaus Pfeffer in einem Brief an alle Mitarbeitenden und Religionslehrerinnen und -lehrer des Bistums: „Die sexuelle Orientierung, das Eingehen einer zivilen gleichgeschlechtlichen Ehe oder einer zivilen Wiederheirat bei bestehender kirchenrechtlich gültig geschlossener Erstehe darf keine arbeitsrechtliche Sanktion nach sich ziehen. […] Auch unter den Generalvikaren und Bischöfen in Deutschland zeichnet sich eine Mehrheit ab, die eine Reform des Arbeitsrechtes zeitnah umsetzen will. […] Unsere Kirche hat hier menschliches Leid verursacht und Schuld auf sich geladen, wir bedauern dies ausdrücklich.“[51]

Ende Januar fragte der Südwestrundfunk (SWR) bei allen 27 deutschen Bistümern nach: 22 erklärten, keine Konsequenzen gegen Teilnehmende von #OutInChurch zu erwägen; Augsburg und Köln reagierten ausweichend, 3 meldeten sich nicht.
Mitte Februar veröffentlichten 11 Generalvikare deutscher Diözesen (Berlin, Essen, Hamburg, Hildesheim, Limburg, Magdeburg, Münster, Paderborn, Speyer und Trier sowie der deutsche Militärgeneralvikar) einen offenen Brief an den Vorsitzenden der Deutschen Bischofskonferenz, den Limburger Bischof Georg Bätzing, in dem sie einen Verzicht auf arbeitsrechtliche Konsequenzen für queere Angestellte der katholischen Kirche fordern, auch in sogenannten „verkündigungsnahen Berufen“ wie pastorale Mitarbeitende oder Religionslehrer und -lehrerinnen. Mehrere Bistümer hatten eine ähnliche Erklärung bereits vorher abgegeben oder ihren Angestellten mitgeteilt; weitere Bistümer gaben bekannt, künftig auf Kündigungen von Mitarbeitenden wegen derer Geschlechtsidentität oder sexuellen Orientierung oder im Falle einer Wiederheirat nach Ehescheidung zu verzichten.
Zum 1. Januar 2023 trat in 21 von 27 Bistümern die liberalisierte Grundordnung im Kirchenarbeitsrecht in Kraft. Die anderen 6 Bistümer kündigten an, im ersten Quartal 2023 die neue Grundordnung in Kraft zu setzen.

### Reaktionen außerhalb der Kirche
Bundesjustizminister Marco Buschmann (FDP) sagte am Tag der Ausstrahlung der Fernsehdokumentation, die Kirche als einer der größten Arbeitgeber Deutschlands müsse dem Grundsatz Rechnung tragen, dass niemand wegen seiner oder ihrer sexuellen Identität benachteiligt werden dürfe. Er verwies auf die Forderung im Koalitionsvertrag, das Diskriminierungsverbot im Grundgesetz um das Merkmal der sexuellen Identität zu ergänzen.
 Der neue Queer-Beauftragte der Bundesregierung, Sven Lehmann (Grüne), erklärte, er habe großen Respekt vor dem Mut der Beteiligten von #OutInChurch. Er merkte aber an: „Den über den Koalitionsvertrag geplanten Gesprächen mit den Kirchen möchte ich nicht vorweggreifen.“ Queere Menschen würden immer noch Ablehnung und Diskriminierung in allen Lebensbereichen erfahren. Einige Tage später sagte Lehmann zu der Aktion: „Das hat eine nicht zu unterschätzende Bedeutung für Veränderungen in der Kirche und macht natürlich auch vielen Menschen Mut, die sich noch nicht trauen so aufzutreten.“
Der taz-Redakteur Jan Feddersen bezeichnete die Aktion als „extrem mutig“ und schrieb: „Gerade die katholische Kirche hat – auch hierzulande – dafür gesorgt, dass menschliche Leben schikaniert und entwürdigt wurden. Ihre Würdenträger waren oft kaum mehr als eine Horde enthemmter Heuchler. Das queere Selbstbewusstsein der 125 werden sie nicht mit einer Fülle von Kündigungen beantworten können.“ Der Wunsch „dieser Couragierten“ nach einem Ende der Vorstellung, dass Sexuelles nur der Fortpflanzung diene, sei „berechtigt, schön und moralisch astrein. Aber dieser Weg wird lang und steinig sein, denn der Vatikan denkt ja gern in Jahrhunderten, nicht in Tagesaktualitäten.“
 Der evangelische Landesbischof Friedrich Kramer wandte sich Ende Januar anlässlich der Aktion an die „queere Gemeinschaft“ und entschuldigte sich im Namen seiner Evangelischen Kirche in Mitteldeutschland stellvertretend bei allen Menschen, die in der Vergangenheit wegen ihrer sexuellen Orientierung oder Geschlechtsidentität Unrecht erfahren haben: „Ich bekenne für unsere Kirche, wir haben uns schuldig gemacht, indem wir die Vielfalt der göttlichen Schöpfung nicht wahrgenommen und wertgeschätzt haben, sondern sie abgewertet haben. […] Wir sind Liebe, Anerkennung und Respekt schuldig geblieben und dies tut uns leid. Es tut mir leid. […] Lasst es uns besser machen. Dazu helfe uns Gott.“
Anlässlich der Eröffnung des Christopher Street Days in Hamburg erhielt die Initiative im Jahr 2022 den Ehren-Pride-Award des Vereins Hamburg Pride e. V.

## Novellierung der Grundordnung des kirchlichen Dienstes
Am 22. November 2022 verabschiedeten die deutschen Bischöfe auf der Vollversammlung des Verbands der Diözesen Deutschlands eine novellierte Grundordnung des kirchlichen Dienstes, wonach der „Kernbereich privater Lebensgestaltung, insbesondere Beziehungsleben und Intimsphäre“ rechtlicher Bewertung entzogen wird und Familienstand und Beziehungsleben weder bei der Einstellung noch bei der Kündigung kirchlicher Mitarbeiter von rechtlicher Bedeutung sind. Weder das freiwillige Outing als bi-/homosexueller Mitarbeiter noch das Eingehen einer gleichgeschlechtlichen Ehe am Standesamt oder die Wiederheirat nach Scheidung sind ein Einstellungshindernis oder ein arbeitsrechtlicher Kündigungsgrund. Die Grundordnung formuliert:

„Vielfalt in kirchlichen Einrichtungen ist eine Bereicherung. Alle Mitarbeitenden können unabhängig von ihren konkreten Aufgaben, ihrer Herkunft, ihrer Religion, ihres Alters, ihrer Behinderung, ihres Geschlechts, ihrer sexuellen Identität und ihrer Lebensform Repräsentantinnen und Repräsentanten der unbedingten Liebe Gottes und damit einer den Menschen dienenden Kirche sein. Vorausgesetzt werden eine positive Grundhaltung und Offenheit gegenüber der Botschaft des Evangeliums und die Bereitschaft, den christlichen Charakter der Einrichtung zu achten und dazu
beizutragen, ihn im eigenen Aufgabenfeld zur Geltung zu bringen.“

Der Austritt von katholischen Mitarbeitern aus der Kirche ist, abgesehen von Ausnahmen aus schwerwiegenden Gründen im Einzelfall, weiterhin ein Kündigungsgrund.
Die beschlossene Grundordnung ist eine Musterordnung, die von jedem Diözesanbischof für seine eigene Diözese als Partikularrecht in Kraft gesetzt werden muss.